# Sotillo (Segovia)
Sotillo es un municipio y localidad española de la provincia de Segovia, en la comunidad autónoma de Castilla y León. El término municipal, que incluye los núcleos de Sotillo y Fresneda de Sepúlveda, tiene una población de 30 habitantes (INE 2024).

## Geografía

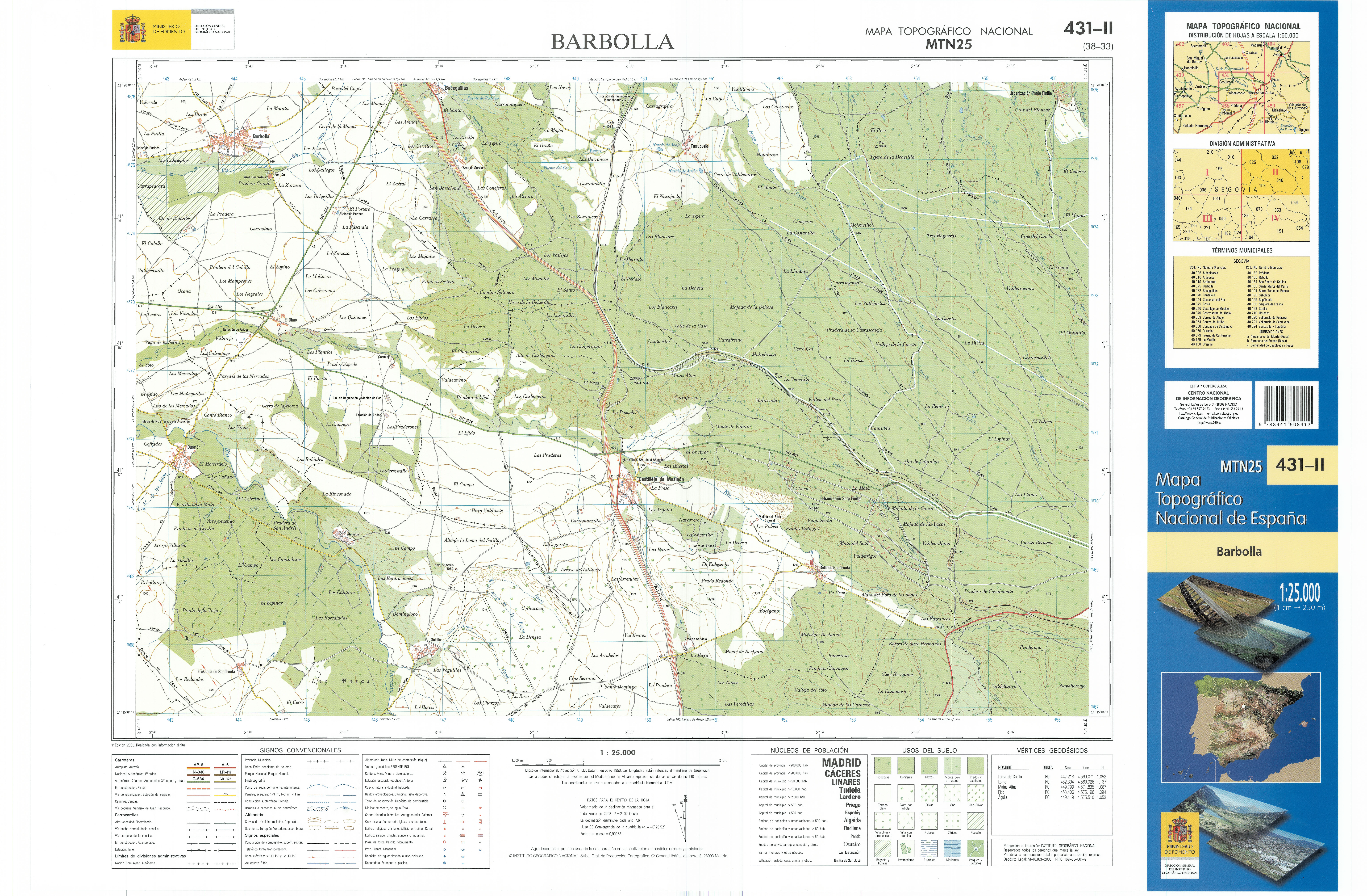
Fragmento de la hoja 431 del Mapa Topográfico Nacional de España de 2008 en el que se representa parte de Sotillo

El término municipal, con una superficie de 20,34 km², incluye las localidades de:
- Sotillo
- Fresneda de Sepúlveda (desde 1857)[1]
- Alameda de Sepúlveda (despoblado) (desde 1961)
- La Aldehuela (despoblado), citado como anejo en el Diccionario geográfico-estadístico-histórico de España y sus posesiones de Ultramar de Madoz (1845 y 1850).

Sotillo pertenece al ochavo de la Sierra y Castillejo de la Comunidad de Villa y Tierra de Sepúlveda.
| Noroeste: Sepúlveda | Norte: Barbolla | Noreste: Castillejo de Mesleón             |
| Oeste: Sepúlveda    |                 | Este: Castillejo de Mesleón                |
| Suroeste: Sepúlveda | Sur: Duruelo    | Sureste: Cerezo de Arriba, Cerezo de Abajo |

El municipio está situado entre el monte de la Dehesa y el arroyo de la Fuente, atravesado su término por el río Duratón.

## Historia
El territorio es repoblado durante la Reconquista por la Comunidad de Villa y Tierra de Sepúlveda, quedando encuadrado dentro del Ochavo de la Sierra y Castillejo, celebrándose aquí sus reuniones en la Casa de los Ochaveros, hoy desaparecida.Su nombre es un diminutivo del vocablo soto, en referencia a un lugar cercano a la ribera de un río que contiene de árboles y arbustos. A mediados del siglo XIII aparece nombrado como Sotiello.
Hacia mediados del siglo XIX, la villa tenía contabilizada una población de 70 habitantes. Aparece descrita en el decimocuarto volumen del Diccionario geográfico-estadístico-histórico de España y sus posesiones de Ultramar de Pascual Madoz de la siguiente manera:

SOTILLO: v. que desde 1.º de enero de 1847 forma ayunt. en union de Fresneda y la Alameda (1/2 leg.) de la prov. y dióc. de Segovia (10), part. jud. de Sepúlveda (2), aud. terr. de Madrid (18), c. g. de Castilla la Nueva. sit. en la falda de una pequeña cuesta, la combaten los vientos N. S. y O.: el clima es frio, y sus enfermedades mas comunes tercianas y cuartanas: tiene 17 casas inferiores; la de ayunt. en la que se reunen los 3 pueblos, escuela de primeras letras, comun á ambos sexos, dotada con 8 fan. de grano, mitad trigo, mitad centeno; una fuente llamada del Corcho, y una igl. parr. (La Natividad de la Virgen), con vicaria perpétua de entrada y de provision real y ordinaria: á este vicario le pagaba 300 ducados anuales el párroco de Duruelo: el cementerio está en parage que no ofende la salud pública, y los vecinos se surten de aguas para sus usos de la citada fuente, y de otra que hay en el térm., este confina N. Duraton; E. Castillejo; S. Duruelo, y O. Fresneda: se estiende 1/2 leg. de N. á S., y 3/4 de E. á O. y comprende un corral titulado Sto. Domingo de Valdibares, donde se celebran las juntas de Mestas de la cuadrilla de ganaderos de su nombre; un monte de roble llamado la dehesa, que sirve para combustible y abrigo de los ganados, y algunos prados con buenos pastos: le atraviesa, pasando á 500 pasos de la v. un arroyo nombrado Sancho-Fraile, que pierde su nombre en el térm. de Duraton, tomando el de este pueblo: el terreno es bastante flojo y estéril. caminos: los que dirigen á los pueblos limítrofes en mediano estado: el correo se recibe en la cab. del part. por los que van al mercado. prod.: trigo, cebada, centeno, garbanzos de mala calidad, algarrobas, algunas legumbres, pastos y leñas: mantiene ganado lanar fino, vacuno y asnal, y cria caza de liebres y perdices. pobl., 18 vec., 70 alm. cap. imp.: 15,174 rs. contr.: 20'72 por 100.
(Madoz, 1849, pp. 511-512)

Hasta mediados del siglo XX pertenecían a su término los hoy despoblados de La Alameda y Aldehuela.

## Demografía
Cuenta con una población de 30 habitantes (INE 2024).
| Gráfica de evolución demográfica de Sotillo entre 1857 y 2021 |
| |
| Población de derecho según los censos de población del INE Población de hecho según los censos de población del INEEntre el censo de 1857 y el anterior, crece el término del municipio porque incorporan 405000 (Alameda de Sepúlveda) y 405017 (Fresneda de Sepúlveda) |

### Población por núcleos
Desglose de población según el Padrón Continuo por Unidad Poblacional del INE.
| Núcleos               | Habitantes (2024) | Notas                                               |
| --------------------- | ----------------- | --------------------------------------------------- |
| Sotillo               | 29                | Capital del municipio.                              |
| Fresneda de Sepúlveda | 2                 | Municipio independiente hasta aproximadamente 1857. |

## Administración y política
| Periodo   | Nombre                     | Partido | Partido   |
| --------- | -------------------------- | ------- | --------- |
| 1979-1983 | Ildefonso Estebán Barahona |         | UCD       |
| 1983-1987 | Ildefonso Estebán Barahona |         | AP-PDP-UL |
| 1987-1991 | Víctor Esteban Zarza       |         | PDP       |
| 1991-1995 | Víctor Esteban Zarza       |         | CDS       |
| 1995-1999 | Víctor Esteban Zarza       |         | PP        |
| 1999-2003 | Víctor Esteban Zarza       |         | PP        |
| 2003-2007 | Antonio Barahona Moreno    |         | PSOE      |
| 2007-2011 | Antonio Barahona Moreno    |         | PP        |
| 2011-2015 | Antonio Barahona Moreno    |         | PP        |
| 2015-2019 | Antonio Barahona Moreno    |         | PP        |
| 2019-2023 | Antonio Barahona Moreno    |         | PP        |
| 2023-act. | Antonio Barahona Moreno    |         | PP        |

## Patrimonio

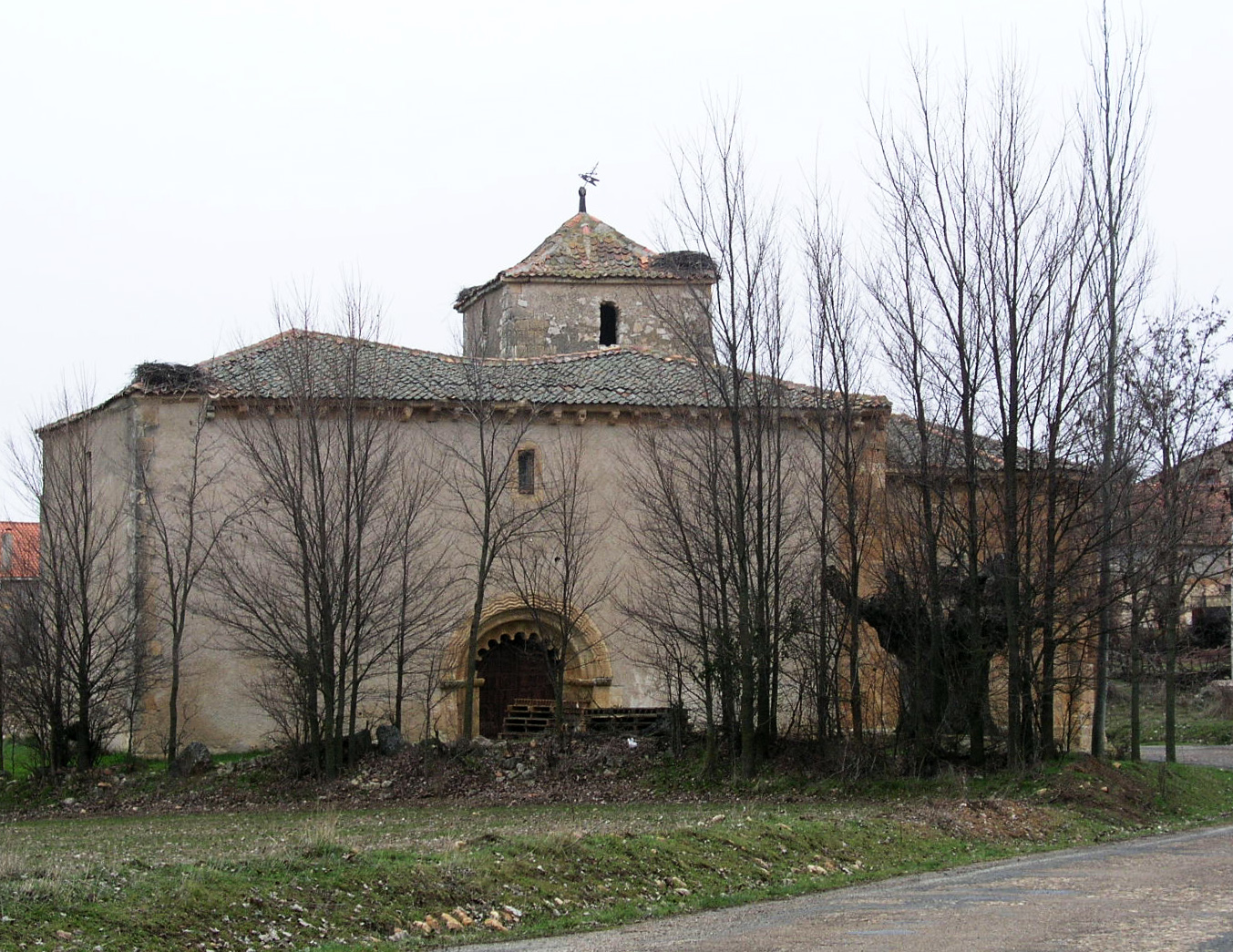
Iglesia de la Natividad

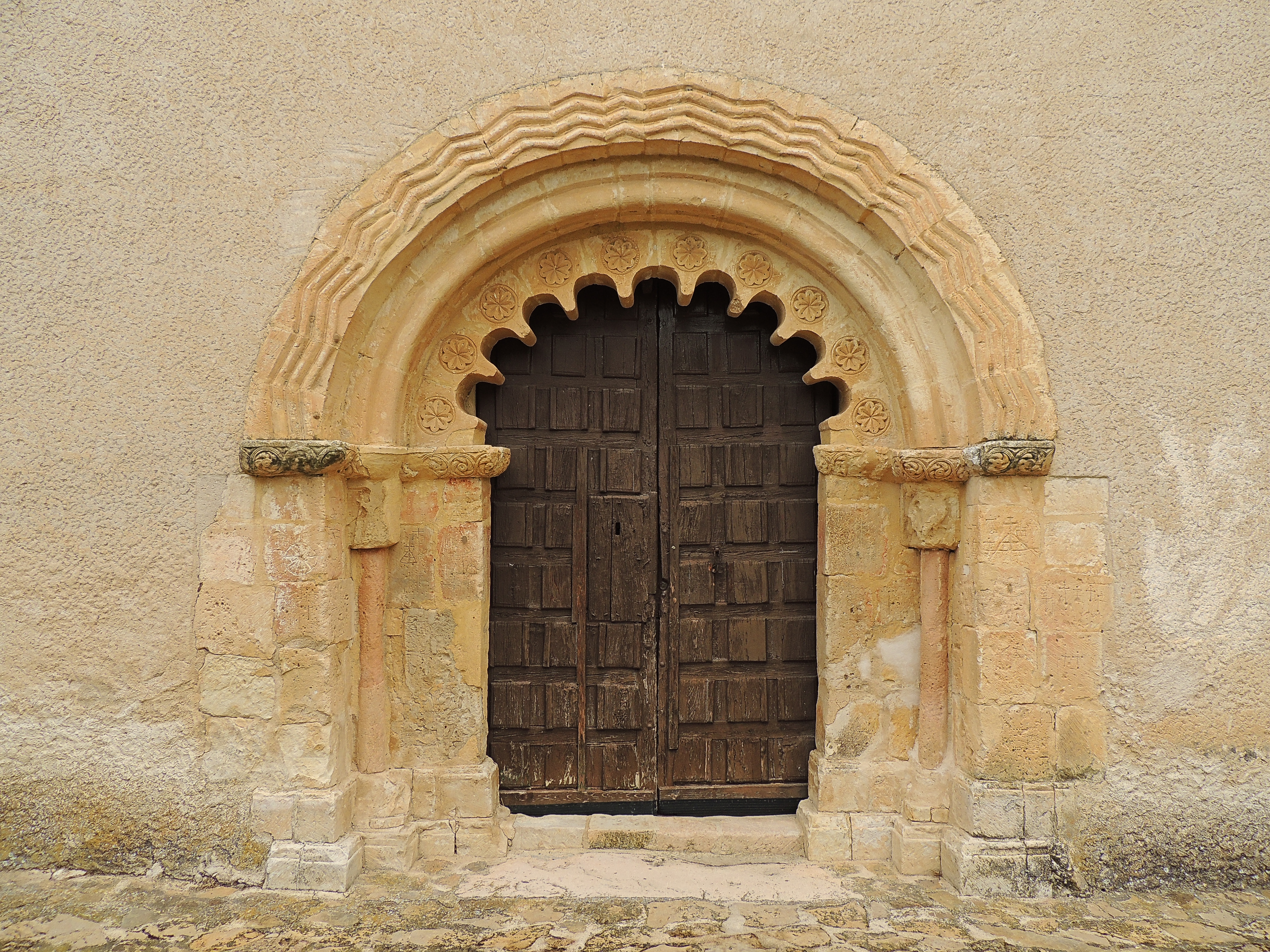
Portada de la iglesia de la Natividad

- Iglesia románica bajo la advocación de la Natividad de la Virgen.[6]Edificado en el siglo XIII ha conseguido mantener su estructura original a lo largo de todas estas centurias. Su retablo es de estilo barroco.
- Parajes en torno al río Duratón, con rutas naturales en la Zona de Especial Conservación "Riberas del Río Duratón".
- Arquitectura tradicional que incluye una casa con escudo heráldico junto al frontón.
- Antigua fragua.
- Potro de herrar.
- Cañada Real Segoviana, atravesando el término municipal.
- Fuente histórica a las afueras del pueblo.
- Vieja gran olma ya seca, erigida junto a la iglesia[2][5][10][11]

## Fiestas
- Virgen de Fátima, el domingo más próximo al 13 de mayo, con misa, procesión y baile con trajes típicos al son de dulzaina y tamboril. Incluye además una barbacoa en la plaza del pueblo y una chocolatada.
- Natividad de Nuestra Señora, el primer fin de semana de septiembre, son las más concurridas con actividades para niños y jóvenes.
- San Roque, el último fin de semana de octubre.
- Cabalgata de los Reyes Magos en consonancia con los pueblos del entorno.
- Hacenderas ocasionales.[4][5][10]